# Saison 2004-2005 du Valenciennes FC
Maillots
Chronologie
Saison précédente Saison suivante
La saison 2004-2005 du Valenciennes FC est la troisième saison consécutive du club en National.
Après une 10e place au classement la saison précédente, le club est toujours présidé par Francis Decourrière et entraîné par Daniel Leclercq.

## Résumé de la saison

### Championnat
Après une saison 2003-2004 terminée en milieu de classement de National, le Valenciennes FC s'est renforcé durant l'été en faisant signer quelques joueurs expérimentés (Olivier Bogaczyk, José Saez, Freddy Bourgeois) et d'autres revanchards (Sébastien Vaugeois, Khaled Kharroubi, Steve Savidan).
Le VAFC remporte le championnat avec 70 points. Il est suivi de Valence (67 points) et Sète (65 points).
Steve Savidan termine meilleur buteur du club et du championnat avec 20 buts.

### Coupe de France
Valenciennes est éliminé au 5e tour.
La Finale se joue le samedi 4 juin 2005 au Stade de France et voit l'AJ Auxerre battre le CS Sedan (2-1).

## Structures du club

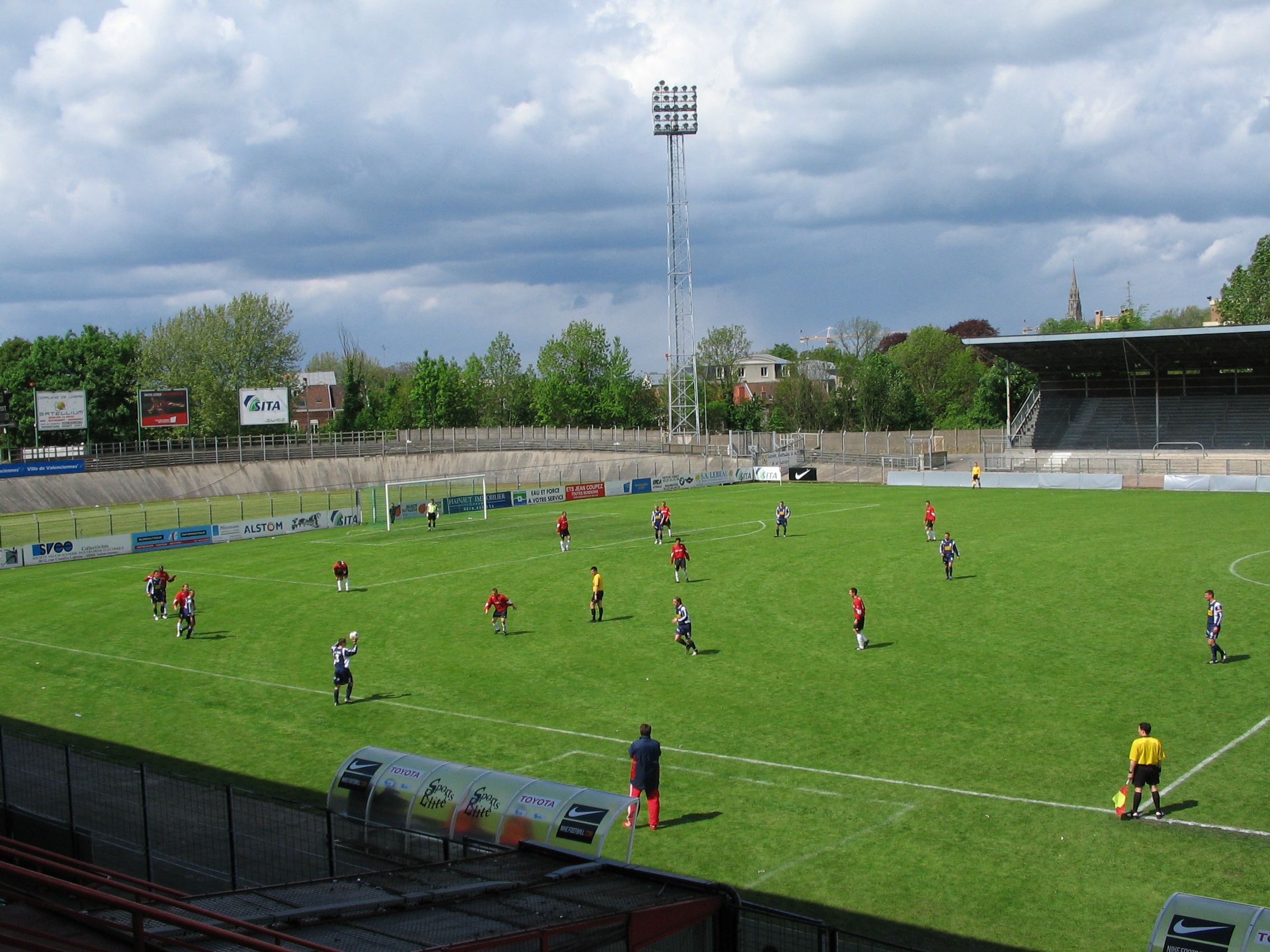
Match du VAFC au Stade Nungesser

### Stade
Le VAFC évolue au stade Nungesser, d'une capacité de 11.595 places.

### Affluence
L'affluence moyenne au cours de la saison est de 5.707 spectateurs par match.

### Équipementier et sponsors
Valenciennes est équipé par Nike et sponsorisé par  Toyota et SITA-Suez.